# パカライマ山脈
パカライマ山脈（パカライマさんみゃく、ポルトガル語: Serra Pacaraima, スペイン語: Sierra Pacaraima, 英語: Pakaraima Mountains）は、ブラジル、ガイアナ、ベネズエラの3国の国境（三国国境）に接しガイアナの南西部に広がるギアナ高地に含まれる山脈である。山脈は東西に800 kmを超える長さで連なり、その山脈の最高峰は300 mの崖に囲まれた標高2,810 mのロライマ山である。